# Conyza

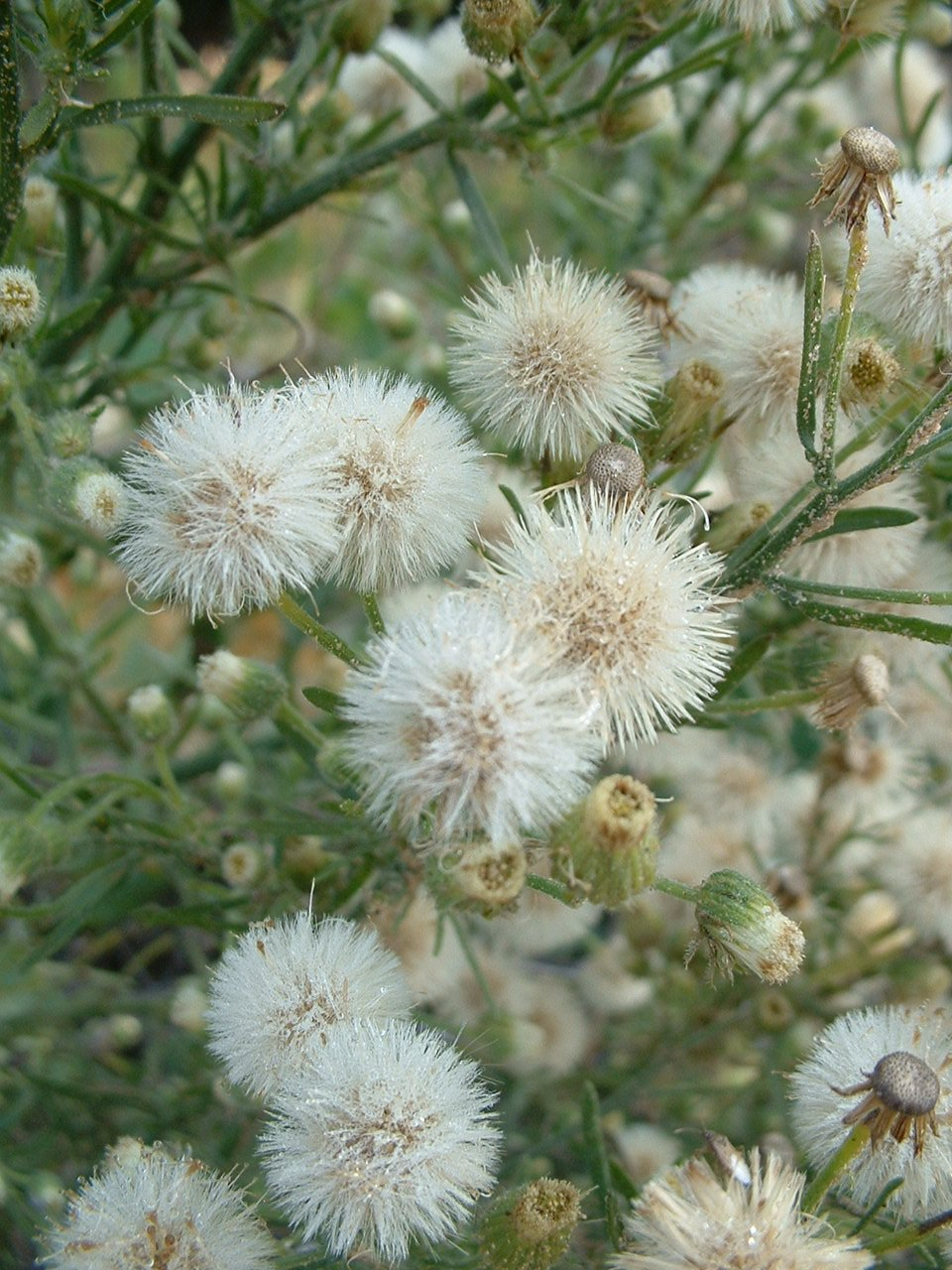
Conyza bonariensis (ahora Erigeron bonariensis.

Conyza es un género con alrededor de 50 especies de plantas de flores de la familia Asteraceae, son nativas de las zonas templadas y tropicales del mundo. También en las zonas templadas frescas de Norteamérica y de Asia.

## Descripción
Son plantas herbáceas anuales o perennes, raramente arbustos que alcanzan 1-2 metros de altura. Los tallos son erguidos, ramificados y con hojas alternas. Las flores se producen en inflorescencias con varias arracimadas libremente en cada tallo.
Ha desarrollado resistencia al glifosato, siendo actualmente imposible de matar con ese herbicida.

## Taxonomía
El género fue descrito por Christian Friedrich Lessing y publicado en Synopsis Generum Compositarum 203–204. 1832. La especie tipo es Conyza chilensis Spreng.
Etimología
Conyza: nombre genérico que deriva del griego konops = "pulga", o konis = "polvo", refiriéndose al polvo de la planta seca que se utiliza para repeler insectos no deseados.

## Especies seleccionadas
- Conyza aegyptiaca, África, sudeste de Asia
- Conyza ageratoides, Madagascar
- Conyza blinii. China
- Conyza canadensis, Norte y Centroamérica
- Conyza japonica, este de Asia
- Conyza laevigata, México, Centro y Sudamérica
- Conyza leucantha, sudeste de Asia, norte de Australia
- Conyza muliensis, China
- Conyza perennis. China.
- Conyza stricta, China
- Conyza primulifolia, México, Centro y Suramérica
- Conyza sumatrensis, (ahora en el género Erigeron) Sudamérica (no Sumatra)